# The Life and Death of Jonathan Wild, the Great
The Life and Death of Jonathan Wild, the Great är en satirisk roman skriven av Henry Fielding. Romanen, som först publicerades 1743 i Fieldings tidskrift Miscellanies, går ibland även under titlarna The History of the Life of the Late Mr. Jonathan Wild the Great, The Life of Mr. Jonathan Wild the Great eller enbart Jonathan Wild.
Romanen handlar om Jonathan Wild, en av de mest berömda förbrytarna i England. The Life and Death of Jonathan Wild, the Great blandar flera, vid tillfället, populära genrer: seriös historieskildring, kriminalbiografi, politisk satir och pikaresk. Det har hävdats att romanen är en satirisk skildring av Robert Walpole, som anklagades för korruption av sina politiska motståndare.